# ¿En qué mano está?
¿En qué mano está? fue un programa de televisión argentino emitido por Telefe desde el 23 de enero de 2017 al 16 de marzo de 2018 y fue conducido por Leandro "Chino" Leunis.
El programa propone premiar a los participantes con un auto 0km y viajes, pero para eso deberán animarse a jugar. Además, el ciclo incluyó bandas en vivo, actos de magia y humor.

## Personal
- Leandro "Chino" Leunis - Conductor (2017-2018)
- Nati Jota - Coconductora (2017-2018)
- Osvaldo Príncipi - Locutor (2018)
- Pichu Straneo - Humorista (2017)
- Fernanda Metilli - Humorista (2017)
- Agustín Aristarán - Humorista (2017)
- Andrés Serebrenik - Humorista (2017)
- Lizy Tagliani - Humorista (2017-2018)
- Sergio Gonal - Humorista (2017-2018)
- El Mago Black - Humorista (2017-2018)
- Sebastián Almada - Humorista (2017-2018)
- Martín "Campi" Campilongo - Humorista (2018)
- El choque urbano - Banda en vivo (2017-2018)
- Matías "Matt" Ferrario - Asistente de juegos (2017-2018)
- Yasmany Mejías - Asistente de juegos (2017-2018)
- Clementina Marti - Asistente de juegos (2018)
- Ruth Bravo - Futbolista (2017-2018)
- Vanina Roa Ruiz - Deportista (2017-2018)
- Mauro "Pitu" Blázquez - Deportista (2018)

## Personajes
- John Mercantante: Locutor, humorista y cantante. Siempre está presente en todas las Fiestas Nacionales del país y las anuncia en el programa, por ejemplo, "La fiesta del Herrero, en La Reja". También canta todos los días una canción clásica dedicada a sus "nenas". Actualmente vive un romance con la madre de Federico, integrante del Choque Urbano y también con Lizy Tagliani, aunque aún no han concretado nada. Es una parodia de Sandro. Interpretado por Pichu Straneo.

- Norma Alcón: Es una actriz en busca de la fama y el amor. "Casi" protagoniza muchas telenovelas y "casi" gana muchos premios. Es la maestra de actuación del Chino y lo hace hacer ejercicios en los que él la debe besar, aunque nunca se concreta. Su frase es "afortunada en el juego, desafortunada en el amor". Interpretado por Fernanda Metilli.

- Radagast: Es mago y humorista. Junto al Chino hace trucos de magia, y el conductor a veces le recuerda que su hermano también es mago, lo que provoca que Radagast se enoje. Antes de retirarse, cuenta un chiste.

- Andrushka: Viene de Ucrania y habla con acento ucraniano. Según el, tiene "baby face", y está enamorado de Nati Jota. Mide todo haciendo "hey" con los pulgares para arriba o "hou" con los pulgares para abajo. Interpretado por Andrés Serebrenik.

- Manolo y Manola: Son un matrimonio de títeres/manos. Ella está enamorada del Chino y él de Carla, integrante del Choque Urbano. Eso crea celos entre ellos pero siempre los resuelven. El actor que interpretaba con sus manos a estos personajes abandono el programa el 6 de septiembre de 2017. Por lo que ya no están más en el programa.

- Natif: Parodia de Elif, telenovela éxito de las tardes de Telefe. Interpretada por Nati Jota, el personaje está dentro de una parodia de la telenovela (también llamada "Natif"), en donde Fernanda Metilli hace el papel de su hermanastra en la primera temporada y en los dos últimos programas de la segunda es interpretada por Clementina Marti y Lizy Tagliani de su madrastra (con un gran parecido a la cantante Patricia Sosa). Ambas maltratan sin piedad a Natif.

- La Dama de Hierro: Es una luchadora profesional que está presente en "Los desafíos de la Dama de Hierro". Ella es la protagonista en "Las Pulseadas", donde se enfrenta a una participante para ver quién gana, y la coach en los otros dos desafíos: "Las Pesas Rusas" y "Quedate Colgado". Interpretada por Vanina Roa Ruiz.

- Manito: Es un payaso que habla con la "CH" y cuenta chistes para los chicos que están en la casa. Sin embargo, siempre al tercer chiste, este resulta no ser apto para todo público y es echado del estudio. Denota ser muy mujeriego y también es estafador con su público, ya que vende su merchandising y la entrada a su circo a precios exorbitantes a beneficio de "la casa del payaso", o sea, todo es para él. Este personaje viene de la recreación de Muralito, un payaso que fue creado en 1997 en el programa Videomatch. Interpretado por Sergio Gonal.

- El Mago Black: Hace trucos de magia con un particular sentido del humor. Su frase de cabecera es "Ojalá que el truco salga, y sino, ya me pagaron" y "Dicen que el mago Black es trucho, ¡já, qué novedad!". Interpretado por Alejandro Cotel.

- Beto Ven: Parodia de Beethoven. Es un pianista que acompaña al Choque Urbano, aunque a veces sigue tocando el piano cuando no debe. Es inestable respecto a su personalidad. Interpretado por Sebastián Almada.

- El Hombre de Hierro: Desde la segunda temporada. Es un deportista profesional que está presente en "Los desafíos del Hombre de Hierro". Se incorporó en la segunda temporada del programa. Interpretado por Mauro "Pitu" Blazquez.

- Jorge: Desde la segunda temporada. Un cincuentón de barrio que siempre anda con ropa informal y dice todo lo que piensa en voz alta. Interpretado por Martín "Campi" Campilongo, es el personaje más querido y famoso de la carrera profesional del humorista.

- Marcelo Topolino: Parodia del periodista de espectáculos Marcelo Polino. Repasa con acidez las revistas de la semana junto a Lizy, criticando a todos. Interpretado por Pichu Straneo.

- Kenny: Es una profesora de gimnasia y fitness que le enseña a los integrantes del programa una coreografía. Interpretado por Fernanda Metilli.

- Chuni: Es hiperactivo y tiene un padre rico que le paga todo. Habla siempre con énfasis y cree estar rodeado de "minitas mal". Interpretado por Agustín “Radagast” Aristarán.

- Josué: Parodia del protagonista de Josué y la Tierra Prometida, telenovela éxito del canal. Siempre viene con una misión por cumplir y posteriormente se presenta el adelanto del próximo episodio. Interpretado por Andrés Serebrenik.

- Cholo y Cuete: Son un gaucho y su caballo, respectivamente. Cholo se vino del campo a la ciudad y trata de adaptarse al ritmo de vida, estando siempre arriba de su caballo. Interpretado por Sergio Gonal.

- El Mago Braguetín: Es un mago que tiene una técnica poco vista para aparecer y desaparecer cosas, ya que las saca de su bragueta. Los objetos van desde un teléfono hasta huevos y una banana. Interpretado por Alejandro Cotel.

- Os Chimenteiros da Garoa: Son tres cantantes brasileros, vestidos con ropa con colores de la bandera de su país, que cuentan chimentos de la farándula, pero cuando están a punto de decir la última palabra, comienzan a cantar "Você abusou" de Antônio Carlos y Jocáfi, como forma de auto-censurarse. Interpretados por Pichu Straneo, Fernanda Metilli y Sebastián Almada.

- Esnerto Sarrasqueta: Un buscavida devenido en mentalista. Es mentiroso, inventa las predicciones que le da a los miembros del programa. Interpretado por Interpretado por Agustín “Radagast” Aristarán.

- Dosogan: Son dos amigos youtubers, parodia de Dosogas los mejores. Son nerds y planean subir vídeos a internet, aunque nunca terminan de hacer las cosas bien y entienden todos los consejos de manera literal. Tienen una cámara fotográfica atada a un palo de escoba como selfiestick y llaman "silvi" a la selfie. Interpretados por Sergio Gonal y Sebastián Almada.

- El Mago Enmascarado: Parodia del seudónimo de Val Valentino del mismo nombre. Revela los trucos de magia que los magos usualmente hacen, aunque es demasiado predecible como los lleva a cabo. Habla en un extraño "inglés" y Osvaldo Príncipi lo traduce en vivo. Interpretado por Alejandro Cotel.

- Piero: Desde la segunda temporada. Es el mozo del bar del canal, que cuenta todo lo que se entera sobre las celebridades mientras trabaja. Interpretado por Sergio Gonal.

- Padre Adelino: Desde la segunda temporada. Viene directo desde su iglesia al set del programa para hablar de religión y su día a día, aunque no de la manera convencional. Interpretado por Sergio Gonal.

- José María Garcarulo: Desde la segunda temporada. Es un abogado que siempre recibe llamados de sus clientes en vivo en el programa, además de que le cobra honorarios hasta a su madre. No para de repartir su tarjeta personal a todos a su alrededor, aunque ya les haya dado una minutos atrás. Interpretado por Sergio Gonal.

- Horeste: Desde la segunda temporada. Es un policía que le cuenta al Chino todo lo que vive en su trabajo, lleno de operativos y de atrapar delincuentes. Interpretado por Sergio Gonal.

- Carmelazo es un doctor que desde la segunda temporada se incorpora al programa y le cuenta al chino y a Nati sus vivencias en el hospital. Interpretado por Sergio Gonal.

- El licenciado es un psicólogo que desde la segunda temporada esta en el programa y confunde al chino y a Nati con otras figuras. Interpretado por Sergio Gonal.

- Francisquito es un niño que viene al programa en busca de nuevas amistades. Interpretado por Sergio Gonal.

- Moneda desde la segunda temporada es un playero que viene al programa para vender artículos playeros a los integrantes del programa y son caros. Cuenta chistes de playa. Interpretado por Sergio Gonal.

- Tito "el picante del ritmo" y Bridgit: Desde la segunda temporada. Tito es un cantante de movida tropical que le cuenta al Chino sus vivencias dentro del ambiente y luego canta una canción original de él, aunque con frases de doble sentido. Bridgit es su bailarina, que se pone a bailar incluso cuando no hay música, ya que es sorda. Interpretados por Sergio Gonal y Clementina Marti.

## Secciones
- Stand Up con Fer Mettili: Todos los días, con un tema distinto a tratar, Fernanda Mettili hace gala de su histrionismo a la hora de ofrecer un monólogo de stand-up para todo el público, tocando hechos cotidianos y tan reales que resultan graciosos.

- Natigram: Nati Jota muestra las fotos y los vídeos más relevantes de la semana en la red social Instagram, publicadas por las grandes celebridades de argentina y el mundo en la plataforma.

- Fútbol Femenino de a 2: Nati Jota y su compañera de equipo, Ruth, se enfrentan a dos participantes que se anotan para jugar en la página oficial del programa. Con la misma dinámica que el fútbol, quien haya logrado más goles ganará. Si el equipo victorioso es el rival, ellas se ganan $5.000. El equipo local se llama "Las Manitas".

- Los Desafíos de la Dama de Hierro: Juegos en los que participan gente que se anota específicamente para ellos en la página web del programa.

1. Las Pulseadas: mujeres juegan contra la Dama de Hierro para intentar ganarle y llevarse un gran premio en efectivo (solo ha pasado una vez hasta el momento). Este desafío se hacía solamente en los especiales del domingo, y actualmente no se hace.
2. Las Pesas Rusas: cuatro participantes deben sostener una en cada mano al unísono, y quien aguante más en sostenerlas por arriba del límite establecido y respetando las reglas, gana. Juegan contra la Dama de Hierro, y la última en rendirse se llevará $10.000 pesos, pero si logra ganarle a la Dama, la suma ascenderá. Se hace una ronda con 2kg. en cada pesa que termina cuando dos de ellos pierden, posteriormente la gran final con los tres restantes y pesas de 5kg.
3. Quedate Colgados: los participantes quedan suspendidos de un caño, todos al mismo tiempo, y quien no se caiga será el ganador. Se hace una ronda que termina cuando dos de ellos pierden, posteriormente la gran final con los tres restantes.
4. El Pasamanos: cada participante, uno a la vez, debe colgarse de un pasamanos e ir hacia el otro extremo ayudado por las fuerzas de sus manos, para luego volver al punto de partida de la misma manera. Quien lo haga en menos tiempo, gana. Juegan contra el Hombre de Hierro, y quien haga mejor tiempo se llevará $10.000 pesos, pero si logra ganarle al récord del Hombre de Hierro, la suma ascenderá.
5. Las Cinchadas: clásico juego de la soga, en donde de un lado se ubica la Dama de Hierro y del otro una participante que le intentará ganar.

- Pasando Revista con Lizy: Todos los miércoles, se revisa el contenido de las revistas nacionales de espectáculos con la particular y divertida mirada de Lizy Tagliani, quien además se encarga de imitar las fotos de las vedettes o celebridades del momento en las publicaciones.

- Cocinando con Christophe: Sección hecha solamente en los especiales del domingo. Christophe Krywonis intenta enseñarle a cocinar un plato a Lizy Tagliani, pero ella está más interesada en coquetear con él que en cocinar, y hace mal todos los consejos que su profesor le da.

- Educando a Lizy: El Conde don Rubén Alberto de Gavaldá Castro intenta enseñarle a Lizy Tagliani como comportarse a la hora de sentarse a la mesa a comer, pero ella malinterpreta las indicaciones y hace las cosas de manera poco educada.

- Te lo cuento cantando: Todos los viernes, Beto Ven interpreta una canción sobre todas las novedades de la semana que termina en el mundo del espectáculo, deporte, política, etc. con ironía y parafraseando todo al ritmo de la música.

- Los Desafíos del Hombre de Hierro: Juegos en los que participan gente que se anota específicamente para ellos en la página web del programa.

1. Así es la viga: se juega sobre una pileta, donde tres participantes juegan contra el Hombre de Hierro. Deben estar suspendidos sobre una tarima suspendida sobre la pileta, con los pies extendidos y las manos sobre la nuca. El que cae último, se lleva $10.000, pero si además logra ganarle al Hombre de Hierro, el premio asciende.
2. Quedate Colgados: Mismo desafío de la Dama de Hierro, pero con hombres. Juegan contra el Hombre de Hierro y el último participante en caer se llevará $10.000, pero si logran ganarle al Hombre de Hierro, el premio asciende.

- El Éxito en tus Manos: Cinco participantes o grupos de participantes, que se inscriben a través de la página web de Telefe, demuestran su talento en danza, canto, magia, humor o lo que sea que se especialicen. Luego de finalizadas las presentaciones, el público mirando el programa debe ingresar a MiTelefe, la App del canal, y votar a su favorito. La votación se cerrará antes de terminada la emisión del día, y quien reciba más puntos, se llevará un premio en efectivo.

## Modalidad de juego
En cada programa, cuatro participantes competirán en forma individual y deberán sortear desafíos de destreza física e intelectual. Al cabo de cada programa, el ganador del día se alzará con $15.000 en efectivo y contará también con la posibilidad de jugar por un auto 0 km.
Mientras tanto, el otro automóvil se lo disputará el público mediante los juegos telefónicos.

## Temporadas

### 1° temporada (2017)
La primera temporada del show comenzó el 23 de enero de 2017 y duró hasta el 1 de enero de 2018, y saliendo al aire episodios previamente grabados desde el 25 de diciembre de 2017, durante la última semana del año, mientras el elenco y equipo se tomaba una semana de vacaciones. Anteriormente, el programa salió grabado pocas veces durante el año, sin contar el Especial Domingo que siempre fue grabado con anterioridad.
En el comienzo del programa, hasta el 26 de mayo de 2017, hubo móviles en vivo desde distintas plazas de la Ciudad Autónoma de Buenos Aires y alrededores, con Nati Jota al frente, junto a Matt Ferrario y Yasmany Mejías como asistentes. En ellos, la gente que se acercaba tenía la posibilidad de jugar a distintos juegos para ganarse una Moto 0km. Durante el resto del año, algunos juegos se reciclaron y se volvieron a jugar en el set del programa.

### 2° temporada (2018)
La segunda temporada inició al día siguiente de culminar la primera; el 2 de enero de 2018, ya saliendo al aire en vivo y en directo nuevamente, con una escenografía totalmente renovada, nuevos juegos, personajes e incorporaciones en el personal como Osvaldo Príncipi, Pitu Blázquez y Clementina Marti. Curiosamente, esta temporada no cuenta con ninguno de los humoristas originales del programa, que fueron abandonándolo a lo largo del primer año para comenzar nuevos proyectos.
En el comienzo de esta temporada y hasta el 9 de marzo de 2018 volvieron los móviles en vivo, esta vez desde Mar del Plata, con Lizy Tagliani y Sebastián Almada (a través de su personaje de Beto Ven), quienes están radicados en la ciudad balnearia durante la temporada de verano, llevando a cabo una obra de teatro allí.

## Especial Domingo
Desde el 16 de julio de 2017, por necesidad de Telefe y frente al éxito del programa, se hizo el "Especial Vacaciones de invierno" del programa durante 3 domingos seguidos. A raíz de los buenos resultados, el canal decide mantener la emisión y renombrarla como "¿En qué mano Está?, Especial", que continúa siendo líder en su horario. Comenzó a emitirse de 19:00 a 21:00 horas y en la última etapa de 18:30 a 20:00 horas.
Lo que caracteriza a estos especiales es que se llevan a cabo secciones que durante la semana no tienen lugar, como Las Pulseadas de la Dama de Hierro o Cocinando con Christophe, además de que son grabados (no "en vivo") y los participantes son personas famosas. Además, cuentan con un equipo reducido ya que no participan Pichu Straneo ni Fernanda Metilli, y en el último tiempo tampoco Lizy Tagliani ya que se sumó al programa de Susana Giménez, saliendo al aire el mismo día, un par de horas más tarde, en Telefe.
El 17 de diciembre fue el último especial, y no se sabe si volverán nuevamente en algún momento de 2018.
Estas emisiones contaron como participantes a personalidades como Christophe Krywonis, Mariano Peluffo, Julieta Prandi, Bicho Gómez, Daniel Agostini, Dan Breitman, Gustavo Conti, Fierita, Alejandro Müller, Facundo Espinosa, Daniel Aráoz, Darian Schijman y muchos más.

## Especial Famosos
| Programa | Participantes         | Profesión                                                                             | Fecha                    |
| -------- | --------------------- | ------------------------------------------------------------------------------------- | ------------------------ |
| 064      | Benjamín Amadeo (*)   | Actor, imitador y cantante                                                            | 20 de abril de 2017      |
| 064      | Florencia Tesouro     | Actriz y modelo                                                                       | 20 de abril de 2017      |
| 064      | Nazareno Móttola      | Actor y humorista                                                                     | 20 de abril de 2017      |
| 064      | Candela Ruggeri       | Actriz, modelo y diseñadora                                                           | 20 de abril de 2017      |
| 069      | Adabel Guerrero       | Bailarina                                                                             | 27 de abril de 2017      |
| 069      | Tamara Pettinato      | Actriz y panelista                                                                    | 27 de abril de 2017      |
| 069      | Ailén Bechara         | Actriz, modelo y ex azafata                                                           | 27 de abril de 2017      |
| 069      | Cayetina              | Actriz y modelo                                                                       | 27 de abril de 2017      |
| 074      | Vanina Escudero       | Bailarina y modelo                                                                    | 4 de mayo de 2017        |
| 074      | Iliana Calabró        | Actriz, comediante, vedette, cantante y escritora                                     | 4 de mayo de 2017        |
| 074      | Silvina Escudero      | Bailarina y modelo                                                                    | 4 de mayo de 2017        |
| 074      | Bárbara Franco        | Actriz, modelo y ex azafata                                                           | 4 de mayo de 2017        |
| 078      | Tucu López            | Conductor y locutor                                                                   | 10 de mayo de 2017       |
| 078      | Tomás Fonzi           | Actor y músico                                                                        | 10 de mayo de 2017       |
| 078      | Rochi Cuenca          | Actriz y modelo                                                                       | 10 de mayo de 2017       |
| 078      | Celeste Muriega       | Modelo, vedette y bailarina                                                           | 10 de mayo de 2017       |
| 081      | Chiqui Abecasis (*)   | Actor y humorista                                                                     | 15 de mayo de 2017       |
| 081      | Dallys Ferreira       | Actriz y modelo                                                                       | 15 de mayo de 2017       |
| 081      | Gladys Florimonte     | Actriz y comediante                                                                   | 15 de mayo de 2017       |
| 081      | Franco Masini         | Actor                                                                                 | 15 de mayo de 2017       |
| 086      | Benjamín Rojas        | Actor y cantante                                                                      | 22 de mayo de 2017       |
| 086      | Sergio Goycochea      | Actor, conductor, exfutbolista y exmodelo                                             | 22 de mayo de 2017       |
| 086      | Jimena Cyrulnik       | Conductora y panelista                                                                | 22 de mayo de 2017       |
| 086      | Belén Francese        | Actriz, modelo, bailarina y poetisa                                                   | 22 de mayo de 2017       |
| 093      | Coki Ramírez          | Actriz y cantante                                                                     | 31 de mayo de 2017       |
| 093      | Toti Ciliberto        | Actor y humorista                                                                     | 31 de mayo de 2017       |
| 093      | Daniela Cardone       | Actriz, modelo y empresaria                                                           | 31 de mayo de 2017       |
| 093      | Lucas Velasco         | Actor y músico                                                                        | 31 de mayo de 2017       |
| 097      | Mónica Farro          | Actriz, vedette y playmate                                                            | 6 de junio de 2017       |
| 097      | Agustín Sierra        | Actor                                                                                 | 6 de junio de 2017       |
| 097      | Pachu Peña            | Actor y humorista                                                                     | 6 de junio de 2017       |
| 097      | Delfina Geréz Bosco   | Actriz y modelo                                                                       | 6 de junio de 2017       |
| 100      | Pía Slapka            | Modelo y conductora                                                                   | 9 de junio de 2017       |
| 100      | Virginia Gallardo     | Actriz y modelo                                                                       | 9 de junio de 2017       |
| 100      | Victorio D’Alessandro | Actor, modelo y abogado                                                               | 9 de junio de 2017       |
| 100      | Miguel Ángel Cherutti | Actor, humorista e imitador                                                           | 9 de junio de 2017       |
| 101      | Pablo Ruiz (*)        | Cantante                                                                              | 12 de junio de 2017      |
| 101      | Andrea Estévez        | Vedette                                                                               | 12 de junio de 2017      |
| 101      | Bárbara Simons        | Conductora                                                                            | 12 de junio de 2017      |
| 101      | Matías Santoianni     | Actor                                                                                 | 12 de junio de 2017      |
| 105      | Ivo Cutzarida         | Actor, político y director                                                            | 16 de junio de 2017      |
| 105      | Florencia Ventura     | Modelo y conductora                                                                   | 16 de junio de 2017      |
| 105      | Evangelina Carrozzo   | Bailarina de carnaval, modelo y ecologista                                            | 16 de junio de 2017      |
| 105      | Sergio Gonal          | Actor y humorista                                                                     | 16 de junio de 2017      |
| 108      | Daniel Agostini       | Cantante                                                                              | 21 de junio de 2017      |
| 108      | Mercedes Oviedo       | Actriz                                                                                | 21 de junio de 2017      |
| 108      | Laura Cymer           | Actriz                                                                                | 21 de junio de 2017      |
| 108      | Christophe Krywonis   | Chef                                                                                  | 21 de junio de 2017      |
| 113      | Chichilo Viale        | Actor y humorista                                                                     | 28 de junio de 2017      |
| 113      | Magdalena Aicega      | Exjugadora de hockey sobre césped y nutricionista                                     | 28 de junio de 2017      |
| 113      | Victoria Onetto       | Actriz y conductora                                                                   | 28 de junio de 2017      |
| 113      | Gonzalo Suárez        | Actor y conductor de radio                                                            | 28 de junio de 2017      |
| 118      | Donato De Santis      | Chef                                                                                  | 5 de julio de 2017       |
| 118      | Geraldine Neumann     | Modelo                                                                                | 5 de julio de 2017       |
| 118      | Sabrina Artaza        | Actriz                                                                                | 5 de julio de 2017       |
| 118      | Rodrigo Noya          | Actor                                                                                 | 5 de julio de 2017       |
| 119      | Yayo Guridi           | Actor, humorista y licenciado en economía                                             | 6 de julio de 2017       |
| 119      | Nazareno Móttola      | Actor y humorista                                                                     | 6 de julio de 2017       |
| 119      | Pichu Straneo         | Actor, humorista e imitador                                                           | 6 de julio de 2017       |
| 119      | Pachu Peña            | Actor y humorista                                                                     | 6 de julio de 2017       |
| 122      | Diego Pérez           | Actor, humorista y conductor                                                          | 11 de julio de 2017      |
| 122      | Hernán Drago          | Modelo y conductor                                                                    | 11 de julio de 2017      |
| 122      | Pamela Sosa           | Modelo                                                                                | 11 de julio de 2017      |
| 122      | Marcela Baños         | Conductora y locutora                                                                 | 11 de julio de 2017      |
| 126      | Claudia Ciardone      | Modelo                                                                                | 17 de julio de 2017      |
| 126      | Rodolfo Samsó         | Actor y humorista                                                                     | 17 de julio de 2017      |
| 126      | Osvaldo Principi      | Relator deportivo y de boxeo                                                          | 17 de julio de 2017      |
| 126      | Paola Miranda         | Modelo y vedette                                                                      | 17 de julio de 2017      |
| 131      | Marcela Morelo        | Cantante y compositora                                                                | 24 de julio de 2017      |
| 131      | Sofía Clérici         | Modelo                                                                                | 24 de julio de 2017      |
| 131      | Roberto Funes Ugarte  | Periodista y conductor                                                                | 24 de julio de 2017      |
| 131      | Santiago Almeyda      | Actor                                                                                 | 24 de julio de 2017      |
| 137      | Pata Villanueva       | Actriz, animadora, escritora, vedette, exmodelo y empresaria                          | 1 de agosto de 2017      |
| 137      | Maximiliano Guerra    | Bailarín y coreógrafo                                                                 | 1 de agosto de 2017      |
| 137      | Dalia Gutmann         | Actriz y humorista                                                                    | 1 de agosto de 2017      |
| 137      | Rodrigo Lussich       | Periodista y comunicador                                                              | 1 de agosto de 2017      |
| 148      | Marcos Di Palma       | Piloto automovilístico                                                                | 17 de agosto de 2017     |
| 148      | Bárbara Vélez         | Modelo y actriz                                                                       | 17 de agosto de 2017     |
| 148      | Nicolás Scarpino      | Actor                                                                                 | 17 de agosto de 2017     |
| 148      | Marixa Balli          | Comerciante, vedette y cantante                                                       | 17 de agosto de 2017     |
| 151      | Campi                 | Actor, humorista e imitador                                                           | 21 de agosto de 2017     |
| 151      | Santiago Giorgini     | Cocinero                                                                              | 21 de agosto de 2017     |
| 151      | Sebastián Almada      | Actor y humorista                                                                     | 21 de agosto de 2017     |
| 151      | Natacha Jaitt         | Actriz, modelo, conductora radial y de televisión, vedette y autodenominada erotóloga | 21 de agosto de 2017     |
| 161      | Beto César (*)        | Humorista                                                                             | 4 de septiembre de 2017  |
| 161      | Lola Bezerra          | Modelo, actriz y conductora                                                           | 4 de septiembre de 2017  |
| 161      | Aníbal Pachano        | Bailarín, coreógrafo, director teatral y arquitecto                                   | 4 de septiembre de 2017  |
| 161      | Sabrina Ravelli       | Modelo y actriz                                                                       | 4 de septiembre de 2017  |
| 166      | Johanna Francella (*) | Actriz                                                                                | 11 de septiembre de 2017 |
| 166      | Julián Serrano        | Actor, cantante y youtuber                                                            | 11 de septiembre de 2017 |
| 166      | Laura Laprida         | Actriz, modelo y radióloga                                                            | 11 de septiembre de 2017 |
| 166      | Stéfano De Gregorio   | Actor                                                                                 | 11 de septiembre de 2017 |
| 200      | Mónica Farro          | Actriz, vedette y playmate                                                            | 27 de octubre de 2017    |
| 200      | Hernán Drago          | Modelo y conductor                                                                    | 27 de octubre de 2017    |
| 200      | Ximena Capristo       | Modelo y actriz                                                                       | 27 de octubre de 2017    |
| 200      | Nicolás Scarpino      | Actor                                                                                 | 27 de octubre de 2017    |
| 238      | Pilar Smith           | Periodista                                                                            | 21 de diciembre de 2017  |
| 238      | Marcela Baños         | Conductora y locutora                                                                 | 21 de diciembre de 2017  |
| 238      | Chantal Abad          | Cocinera                                                                              | 21 de diciembre de 2017  |
| 238      | Miki Lusardi          | Conductora                                                                            | 21 de diciembre de 2017  |
| 261      | Pichu Straneo         | Actor, humorista e imitador                                                           | 23 de enero de 2018      |
| 261      | Nati Jota             | Periodista y conductora                                                               | 23 de enero de 2018      |
| 261      | Sergio Gonal          | Actor y humorista                                                                     | 23 de enero de 2018      |
| 261      | El Mago Black         | Mago y humorista                                                                      | 23 de enero de 2018      |
| 278      | Darío Lopilato        | Actor, humorista y Licenciado Ambiental                                               | 15 de febrero de 2018    |
| 278      | Chiqui Abecasis       | Actor y humorista                                                                     | 15 de febrero de 2018    |
| 278      | Ana Acosta            | Actriz y humorista                                                                    | 15 de febrero de 2018    |
| 278      | Fabián Gianola        | Actor y conductor                                                                     | 15 de febrero de 2018    |
| 293      | Dalia Gutmann         | Actriz y humorista                                                                    | 8 de marzo de 2018       |
| 293      | Agustina Casanova     | Periodista, conductora, modelo e Influencer                                           | 8 de marzo de 2018       |
| 293      | Fernanda Metilli      | Actriz y humorista                                                                    | 8 de marzo de 2018       |
| 293      | Belén Francese        | Actriz, modelo, bailarina y poetisa                                                   | 8 de marzo de 2018       |
| 299      | Leandro Leunis        | Periodista deportivo, locutor y conductor                                             | 16 de marzo de 2018      |
| 299      | Lizy Tagliani         | Actriz, humorista, estilista y panelista                                              | 16 de marzo de 2018      |
| 299      | Sergio Gonal          | Actor y humorista                                                                     | 16 de marzo de 2018      |
| 299      | El Mago Black         | Mago y humorista                                                                      | 16 de marzo de 2018      |
| 299      | Nati Jota             | Periodista y conductora                                                               | 16 de marzo de 2018      |
| 299      | Sebastián Almada      | Actor y humorista                                                                     | 16 de marzo de 2018      |

(*) Famosos que se ganaron el auto 0km

## Ficha Técnica
- Conducción: Leandro Leunis (Programa 1-193/195-299) – Nati Jota (Programa 194)
- Co-Conducción:  Nati Jota (Programa 96-299) – Lizy Tagliani (Programa 194) – Campi (Programa 288)
- Con las participaciones de: El Choque Urbano – Pichu Straneo (Programa 1-239/261) – Agustín “Radagast” Aristarán (Programa 1-Especial 7/200) – Fernanda Metilli (Programa 1-220) – Andrés Serebrenik (Programa 1-163) – Nahuel Crapranzano (Programa 33-163)  – Federico Repetto (Programa 33-163) – Lizy Tagliani (Programa 116-299) – Sergio Gonal (Programa 117-299) – El Mago Black (Programa Especial 6-299) – Sebastián Almada (Programa 152-299)
- Cronista de Exteriores:  Nati Jota (Programa 1-91) – Lizy Tagliani (Programa 246-294) – Sebastián Almada (Programa 246-294)
- Participación Especial: Campi (Programa 250-298)
- Locutor En Off: Osvaldo Principi (Programa 246-299)
- Colaboradores:  Matt Ferrario – Yasmani Mejías (Programa 1-287) – Clementina Marti (Programa 246-299)
- Dama De Hierro:  Vanina Roa Ruíz (Programa 87-299)
- Hombre De Hierro:  Pitu Blázquez (Programa 246-299)
- Ciencia A Mano:  Luis y Enrique Corapi (Programa 254-298)
- Sonido: Daniel Branda (Programa 1-277) – Daniel Fuentes (Programa 278-291) – Emilio Robirosa (Programa 292-299)
- Iluminación: Juan Lira (Programa 1-139) – Gerardo Soldatos (Programa 140-249) – Jorge Condomi (Programa 250-287) – Héctor Abregú (Programa 250-291) – Omar Maggi (Programa 292-298) – Armando Catube (Programa 299)
- Asistente de Iluminación: Adrián Pasternak (Programa 140-232/292-299) – Willy Steiner (Programa 233-291)
- Escenografía: Sergio Carnevalli
- Asesores de Vestuario: Félix Daidone (Programa 1-146) – Gabriela Ledesma
- Directora de Arte: Sawa Kobayashi
- Ambientación: Gabriela Pereira (Programa 1-146) – Marcelo Delelis (Programa 1-178) – Diego Pignocchi (Programa 179-286/288-289) – Mariana del Gener (Programa 287/290-299)
- Gráfica: Alejandro Furci (Programa 1-146/284/292-293) – Ada Cervellera (Programa 147-232/234-283/285-286/291/294-299) – Patricio Campillo (Programa 233/246-249/287-290)
- Coordinación de Música: Florencia Mauro
- Coordinación Operativa: Claudio Kryksman (Programa 1-205) – Julio Riccardi (Programa 206-249/272-283) – Facundo Tripicchio (Programa 250-271) – Ricardo Navarro (Programa 284-299)
- Producción: Ignacio Greco – Sergio Weinzettel – Diego González (Programa 1-153) – Fidel Chiatto – Alejandro Pis Sánchez –  Leandro Soroña (Programa 154-299) – Fernando Colombo – Eleonora Ranni (Programa 246-299) – Claudia Armani – Gabriel Aiello (Programa 159-205) – Hernán Figari (Programa 233-299) – Christian Pedace – Pablo Rigoni – Mercedes Borda – Flavio Dappiano (Programa 154-299) – Florencia Garfunkel (Programa 1-245) – Verónica Waehner – Andrea Mañez (Programa 1-153) – Daniel Alonso – Fernando Flores (Programa 154-299)
- Coordinación de Producción: Virginia Henrichmann
- Asistente de Dirección: Marcelo Pereyra (Programa 1-139) – Ricardo Calapeña (Programa 140-245) – Pablo Landoni (Programa 246-265) – Patricio Mainar (Programa 266-277/285-299) – Claudio Ratti (Programa 278-284)
- Dirección: Fernando Emiliozzi (Programa 1-165/196-231/234-245) – Grendel Resquin (Programa 166-178) – Eugenio Gorkin (Programa 179-195/232-233/246-280) – Chocho Domínguez (Programa 281-284/287/290) – Pablo Milutinociv (Programa 285-286/288-289/291-299)
- Producción Ejecutiva: Chacho Cordone (Programa 1-202)

## Emisión internacional
¿En qué mano está? comenzó a emitirse en Uruguay por Monte Carlo TV, el 7 de agosto de 2017, a menos de 7 meses de su estreno original en Argentina.
| País    | Cadena         | Estreno             | Título             |
| ------- | -------------- | ------------------- | ------------------ |
| Uruguay | Monte Carlo TV | 7 de agosto de 2017 | ¿En qué mano está? |

## Premios y nominaciones
| Año  | Premio                        | Categoría                         | Receptor           | Resultado | Ref.  |
| ---- | ----------------------------- | --------------------------------- | ------------------ | --------- | ----- |
| 2017 | Kids' Choice Awards Argentina | Reality o Concurso Favorito       | ¿En qué mano está? | Nominado  | [ 3 ] |
| 2017 | Premios Tato                  | Mejor Programa de Entretenimiento | ¿En qué mano está? | Pendiente | [ 4 ] |

## Audiencia
| 1 | 1  | Lunes     | 23 de enero  | 13:00 - 14:15 | 9.2 | Sí (a Intrusos) | [ 5 ]  |
| 1 | 2  | Martes    | 24 de enero  | 13:00 - 14:30 | 8.1 | Sí (a Intrusos) | [ 6 ]  |
| 1 | 3  | Miércoles | 25 de enero  | 13:00 - 14:30 | 7.6 | Sí (a Intrusos) | [ 7 ]  |
| 1 | 4  | Jueves    | 26 de enero  | 13:00 - 14:30 | 6.9 | Sí (a Intrusos) | [ 8 ]  |
| 1 | 5  | Viernes   | 27 de enero  | 13:00 - 14:30 | 7.4 | Sí (a Intrusos) | [ 9 ]  |
| 2 | 6  | Lunes     | 30 de enero  | 13:00 - 14:30 | 7.1 | Sí (a Intrusos) | [ 10 ] |
| 2 | 7  | Martes    | 31 de enero  | 13:00 - 14:30 | 8.4 | Sí (a Intrusos) | [ 11 ] |
| 2 | 8  | Miércoles | 1 de febrero | 13:00 - 14:30 | 6.4 | Sí (a Intrusos) | [ 12 ] |
| 2 | 9  | Jueves    | 2 de febrero | 13:00 - 14:30 | 8.0 | Sí (a Intrusos) | [ 13 ] |
| 2 | 10 | Viernes   | 3 de febrero | 13:00 - 14:30 | 7.1 | Sí (a Intrusos) | [ 14 ] |
| 3 | 11 | Lunes     | 6 de febrero | 13:00 - 14:30 | 7.5 | Sí (a Intrusos) | [ 15 ] |

     Episodio más visto.

     Episodio menos visto.